# Treinongeval op Gare Montparnasse

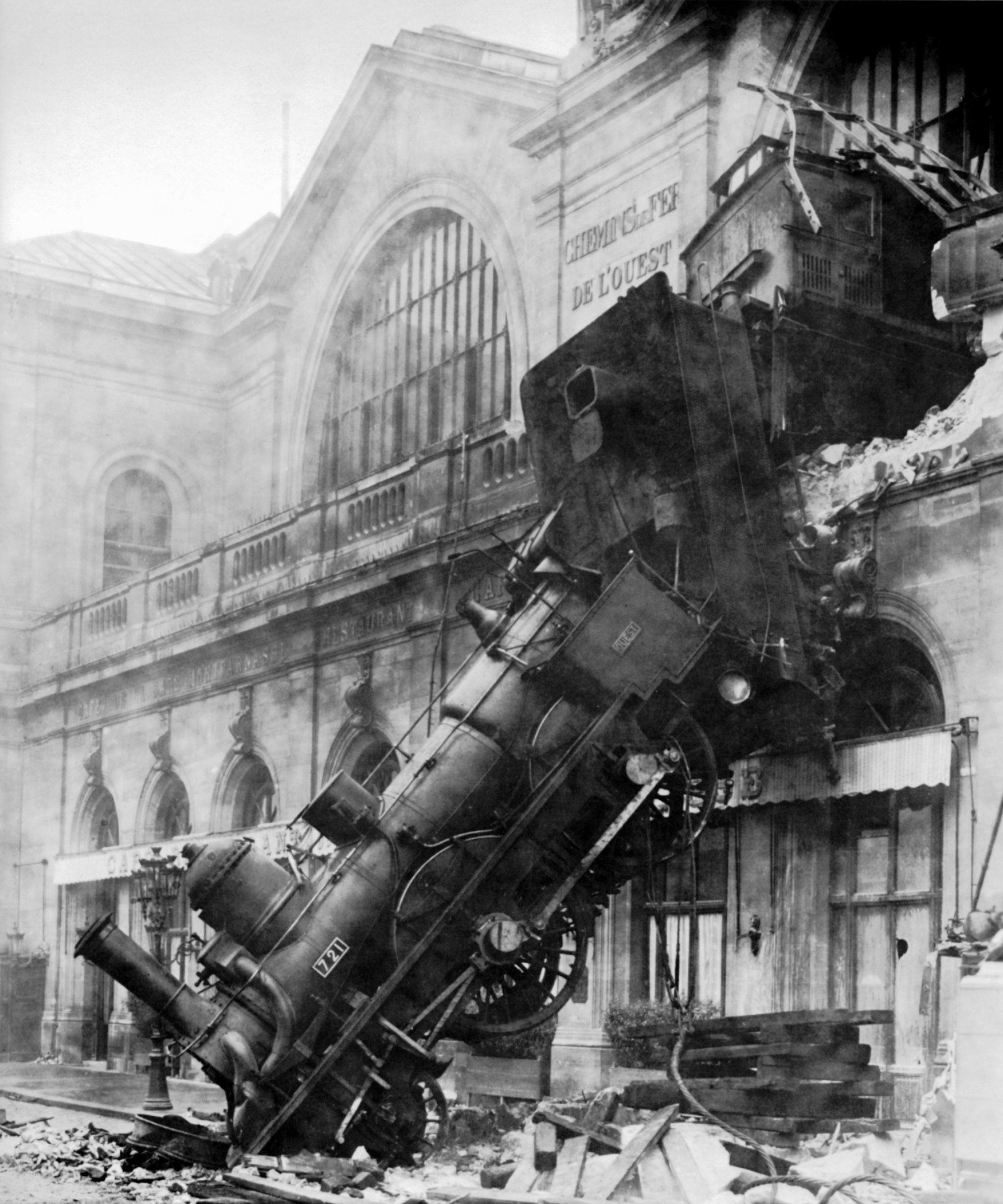
Ongeval op het Gare Montparnasse. Deze foto is wereldberoemd en is te vinden op briefkaarten en ander drukwerk zoals op de cover van het album Lean into it en de single To be with you van de hardrockband Mr. Big.

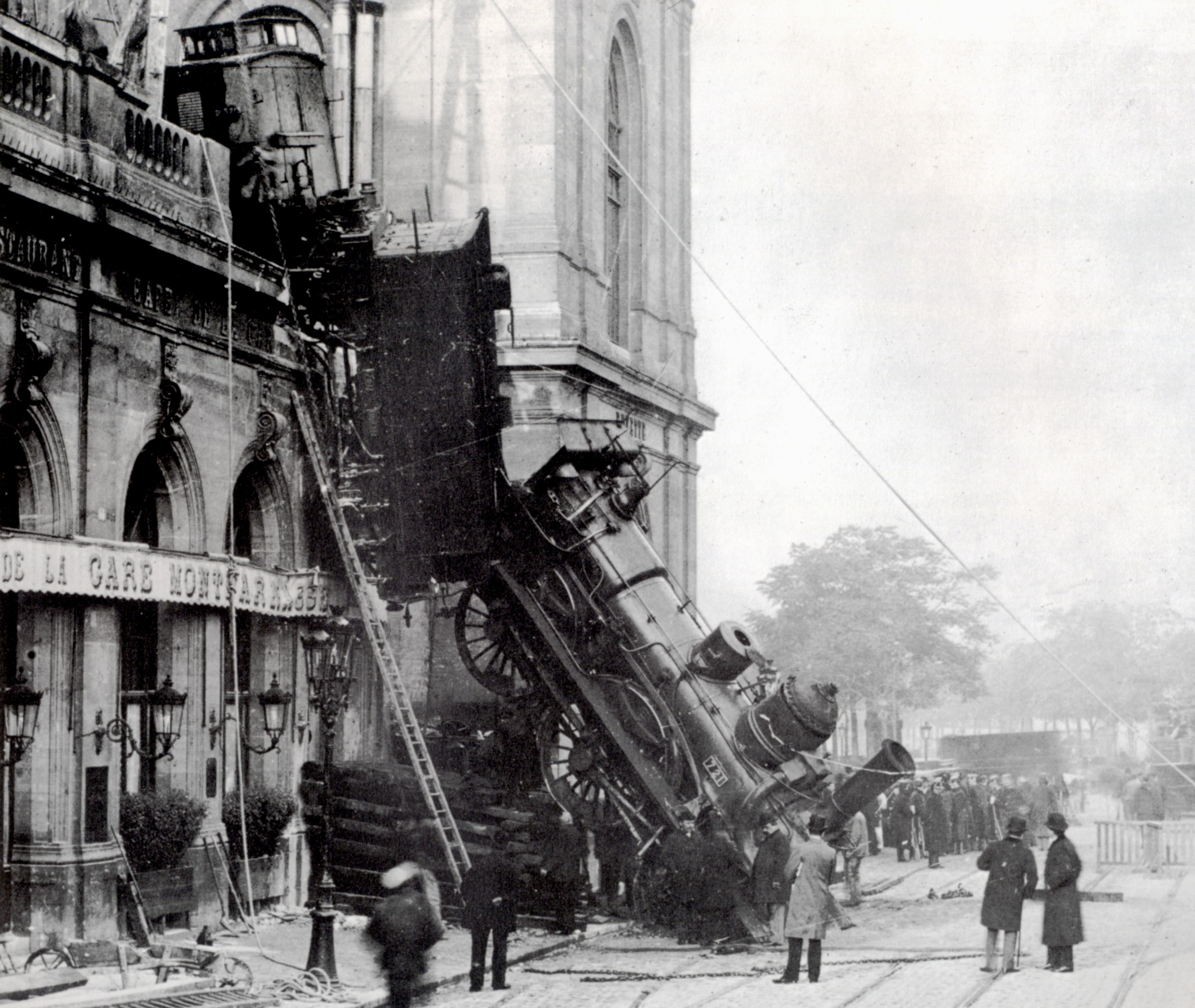
Een ander gezicht op het ongeval

Op vrijdag 22 oktober 1895 vond er een treinongeval plaats op het Gare Montparnasse. Een trein van de Compagnie de l'Ouest van Granville naar Parijs stopte niet zoals voorzien in het Montparnassestation (Gare Montparnasse) in Parijs, maar reed over het stootblok en het perron en door de glazen wand van het station. De locomotief kwam neer op de Place de Rennes, die een verdieping lager lag, en bleef daar staan, als een ladder tegen een muur. De kop van de locomotief kwam terecht op het tramstation. De 12 wagons met 131 passagiers bleven boven in de rails staan.
De trein was om 8:45 vertrokken uit Granville en had een paar minuten vertraging toen hij om 15:55 in Montparnasse binnenliep. De machinist Guillaume-Marie Pellerin, die 19 jaar ervaring had, wilde dit goedmaken door pas op het laatste moment te remmen met de westinghouserem. Deze faalde echter, en de remmen op de locomotief en de rijtuigen waren niet voldoende om de trein op tijd tot stilstand te brengen. Pellerin en de stoker sprongen van de locomotief en redden zich voordat deze door de muur van het station brak.
Er vielen vijf zwaargewonden in het station: twee passagiers, een brandweerman en twee bemanningsleden. Buiten kwam een vrouw, Marie-Augustine Aguillard, om door vallend puin. Zij verving op dat moment haar man in zijn kiosk, terwijl hij avondkranten aan het halen was. De spoorwegmaatschappij betaalde haar begrafenis en een pensioen voor hun twee kinderen.
Pellerin en de treinchef Mariette werden berecht. Pellerin kreeg een boete van 50 Franse frank en twee maanden voorwaardelijke gevangenisstraf, Mariette een boete van 25 Franse frank.
Naar aanleiding van dit ongeval werden in verschillende stations − onder andere Antwerpen-Centraal − de stootblokken verbeterd. Dit deed men door gebruik te maken van zuigers met een pneumatisch vat. Deze zouden de inslag van dergelijke treinen beter of zelfs volledig kunnen opvangen.
Dit ongeval komt voor in de film Hugo.